# 红景天
红景天（学名：Rhodiola rosea）是景天科红景天属的植物。分布于日本、朝鲜、俄罗斯、蒙古以及吉林、河北、山西、新疆等地，生长于海拔1,800米至2,700米的地区，多生长于山坡林下或草坡上，目前尚未由人工引种栽培。

## 异名
- Rhodiola rosea L. var. microphylla (Froed.) S. H. Fu

## 外部連結
- 紅景天 中藥材圖像數據庫  (香港浸會大學中醫藥學院) （中文）（英文）
- 大花紅景天 （页面存档备份，存于） 藥用植物圖像數據庫 (香港浸會大學中醫藥學院) （中文）（英文）